# Glaucilla marginata
Glaucilla marginata är en havslevande art av pelagiska nakensnäckor i familjen Glaucidae och släktet Claucilla.

## Beskrivning
G. marginata är mörkblå, och liknar på många sätt en mindre version av violsnäckan. Den största skillnaden mellan dem är att denna arts cerata (sågtänder på skinnet) är arrangerade i en enda rad, medan violsnäckan har flera rader.

## Habitat
Nakensnäckor är pelagiska, och finns i hav runtom i världen. G. marginata flyter upp och ned på havsytan i tempererade och tropiska hav.